# Elisabeth Schnell (Moderatorin)

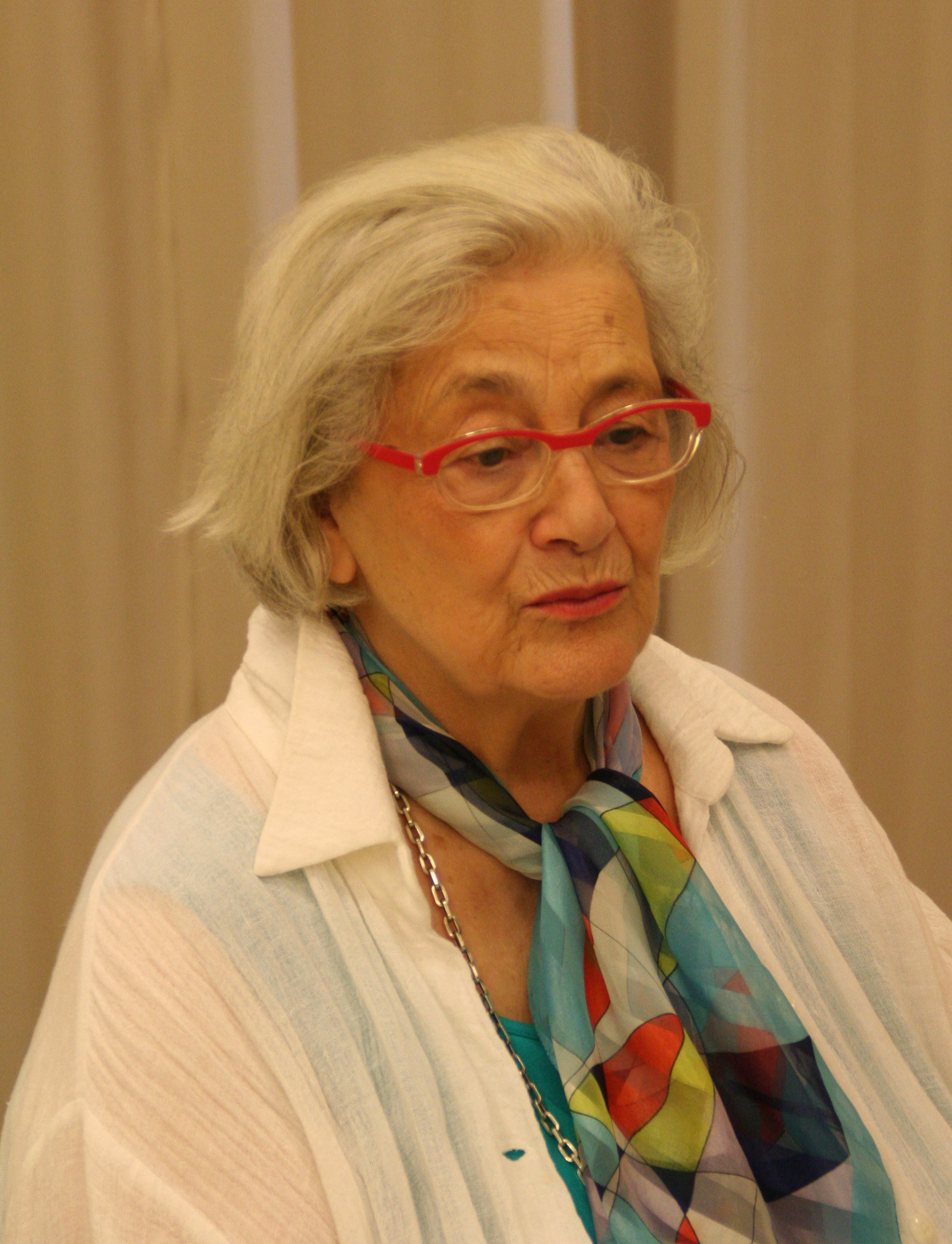
Elisabeth Schnell (2011)

Elisabeth Schnell (* 22. Januar 1930 in Zürich; † 1. Februar 2020 in Lauenen) war eine Schweizer Schauspielerin, Radiomoderatorin und Autorin.

## Leben
Elisabeth Schnell wuchs in der Altstadt Zürichs auf, wo ihre Eltern – wie schon ihre Grosseltern – Pächter im Zunfthaus zur Schmiden waren. Nach dem Abschluss der Handelsschule liess sie sich unter anderem bei Ellen Widmann und Adolf Manz zur Schauspielerin ausbilden.
Ihre Schauspielkarriere begann 1948 am Stadttheater Luzern im Sommernachtstraum in der Rolle der Hermia, später spielte sie in Chur und im Schauspielhaus Zürich, wo sie Statistin war und kleinere Rollen übernahm. Es folgten Auftritte mit César Keisers Cabaret «Kikeriki» im Kom(m)ödchen in Düsseldorf.
Für ihren Lebensunterhalt arbeitete Elisabeth Schnell als Reiseleiterin, badete Hunde und tippte Manuskripte ab, später folgten Studienaufenthalte in München und Rom, wo sie unter anderem auch Darstellerin in Fotoromanzi war. Nach ihrer Rückkehr in die Schweiz übernahm sie Rollen in unter anderem Uli der Knecht und In allen Gassen wohnt das Glück (Oberstadtgass).
1954 begann die Karriere beim Schweizer Radio Beromünster in der Abteilung Unterhaltung, wo sie für fünf Franken Stundenlohn als Ansagerin tätig war. Später gestaltete sie eigene Sendungen wie die erste regelmässige Sendung für Senioren am Schweizer Radio Kafichränzli, Espresso, Im Auto durch die Schweiz, teilweise zusammen mit Ueli Beck. Sie galt als Erfinderin der bekannten Sendung Nachtexpress, die am 4. Juli 1969 erstmals auf Sendung ging. Daneben moderierte sie am Fernsehen Schweizerwandern und die Weihnachtssendung am Heiligen Abend. In der Sendung Ratatouille mit Raoul Bärlocher war sie die erste Quizmasterin des Schweizer Fernsehens. Im Volksmund wurde sie immer wieder «Frau Beromünster» genannt.
Neben ihrer Arbeit beim Radio stand Elisabeth Schnell immer wieder auf der Bühne. 1990 liess sie sich frühpensionieren, was ihr erlaubte, sich verstärkt dem Theater zu widmen. Oft trat sie in Musicals und Lustspielen von Hans Gmür auf, zusammen mit Erich Vock, Ruedi Walter und Ueli Beck. Weiter gehörte Elisabeth Schnell zum Ensemble der Kleinen Niederdorfoper. In der Sendung Sinerzyt (Seinerzeit) der DRS Musikwelle war sie weiterhin als Moderatorin zu hören. Zuletzt stand sie neben Monica Gubser im Film "Die letzte Pointe" von Rolf Lyssy vor der Kamera.
Elisabeth Schnell war ledig und wohnte in Zürich. In ihrer Freizeit las sie gerne oder wanderte in der Umgebung ihrer Ferienwohnung im Berner Oberland. Sie starb kurz nach ihrem 90. Geburtstag nach langer Krankheit im Berner Oberland.
2025 wurde der Elisabeth-Schnell-Weg im Quartier Hottingen in Zürich nach ihr benannt.

## Werke
- En Augeblick bitte! Müller Marketing & Druck, Gstaad 2011, ISBN 978-3-907041-43-7.
- En Augeblick bitte! 20 Kolumnen aus dem Alltag, gelesen von Elisabeth Schnell, mit Zwischenmusik von Daniel Gfeller. 2011, ISBN 978-3-03776-493-0.
- Heute schon gelesen? Müller Marketing & Druck, Gstaad 2012, ISBN 978-3-907041-51-2.